# KZ-Mahnmal bei Förrenbach

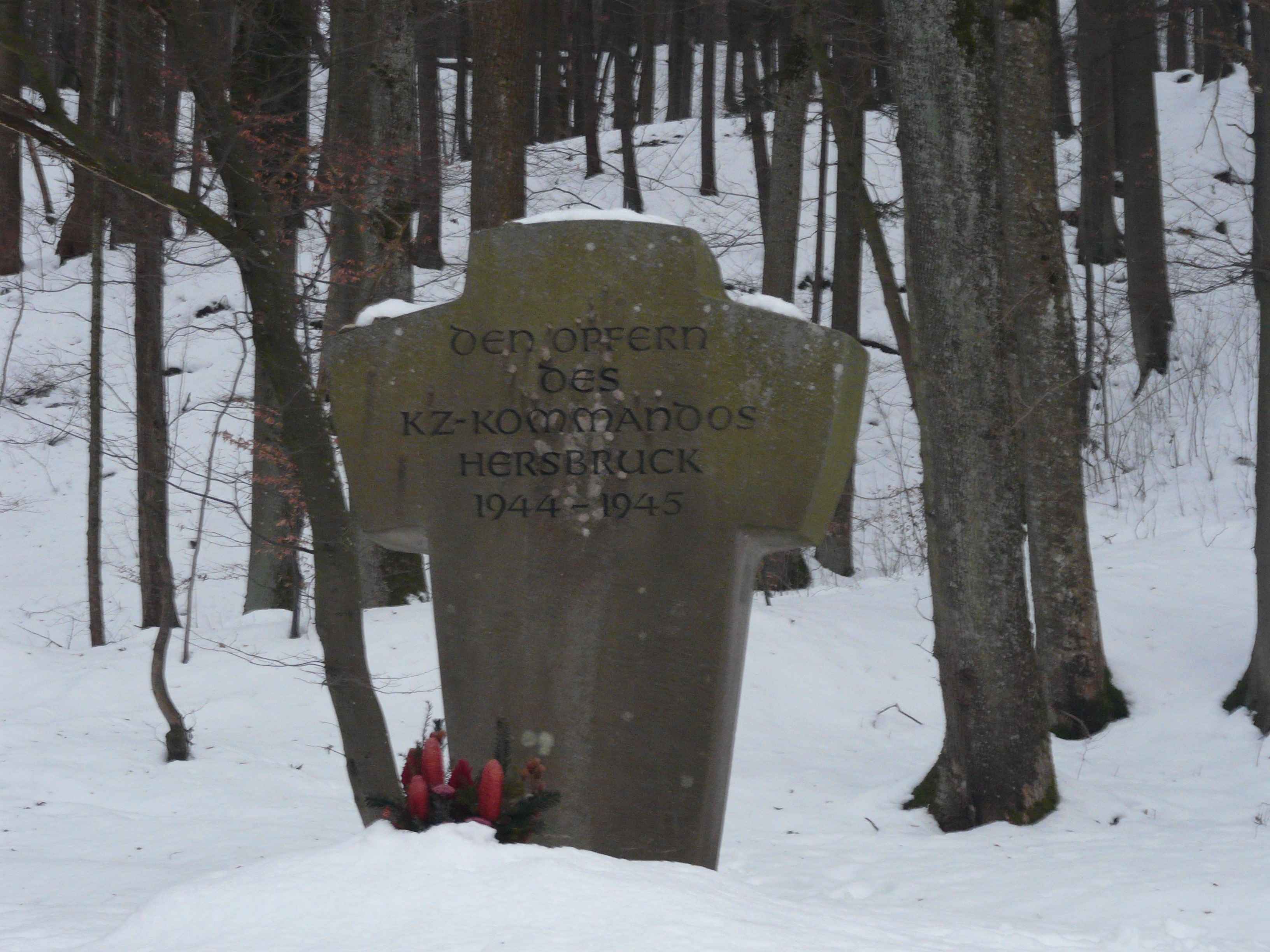
Das an den Ort des unweit gelegenen Krematoriums des KZ-Außenlagers Hersbruck mahnende KZ-Mahnmal bei Förrenbach

Das KZ-Mahnmal bei Förrenbach liegt etwa einen Kilometer westlich des mittelfränkischen Ortes Förrenbach und erinnert an das Krematorium der Firma Kori des KZ-Außenlagers Hersbruck.

## Krematorium des KZ-Außenlagers Hersbruck
In diesem Krematorium waren in den letzten Monaten des Zweiten Weltkriegs zahlreiche Opfer des KZ-Außenlagers eingeäschert worden, die den harten Bedingungen des Lagerlebens und der Zwangsarbeit erlegen waren. Als die anwachsende Sterberate unter den Häftlingen die Kapazität des Krematoriums überstieg, ging die Lagerverwaltung im Winter 1944/45 schließlich dazu über, einen Teil der Leichname an abgelegenen Plätzen in freier Natur einäschern zu lassen. Eine dieser improvisierten Leichenverbrennungsstätten befand sich unweit des Dorfes Schupf, eine weitere lag in der Nähe des Weilers Hubmersberg.

## Lage und Geschichte des Mahnmals
Das etwa 150 Meter südlich der Uferlinie des Happurger Sees am Rand eines Waldgebietes gelegene Mahnmal besteht aus einem massiven etwa zwei Meter hohen Steinkreuz, das eine kurze Inschrift trägt. Ebenso wie die beiden KZ-Mahnmale bei Schupf und bei Hubmersberg war auch dieses Denkmal zu Beginn der 1950er Jahre vom Landkreis Hersbruck errichtet worden. Der ursprüngliche Aufstellungsort befand sich zunächst an jenem Ort des einstigen Krematoriums. Vor der 1955 erfolgten Aufstauung des Happurger Stausees wurde das Mahnmal versetzt, so dass es sich nunmehr etwa 30 Meter über dem Pegel des Stausees befindet.

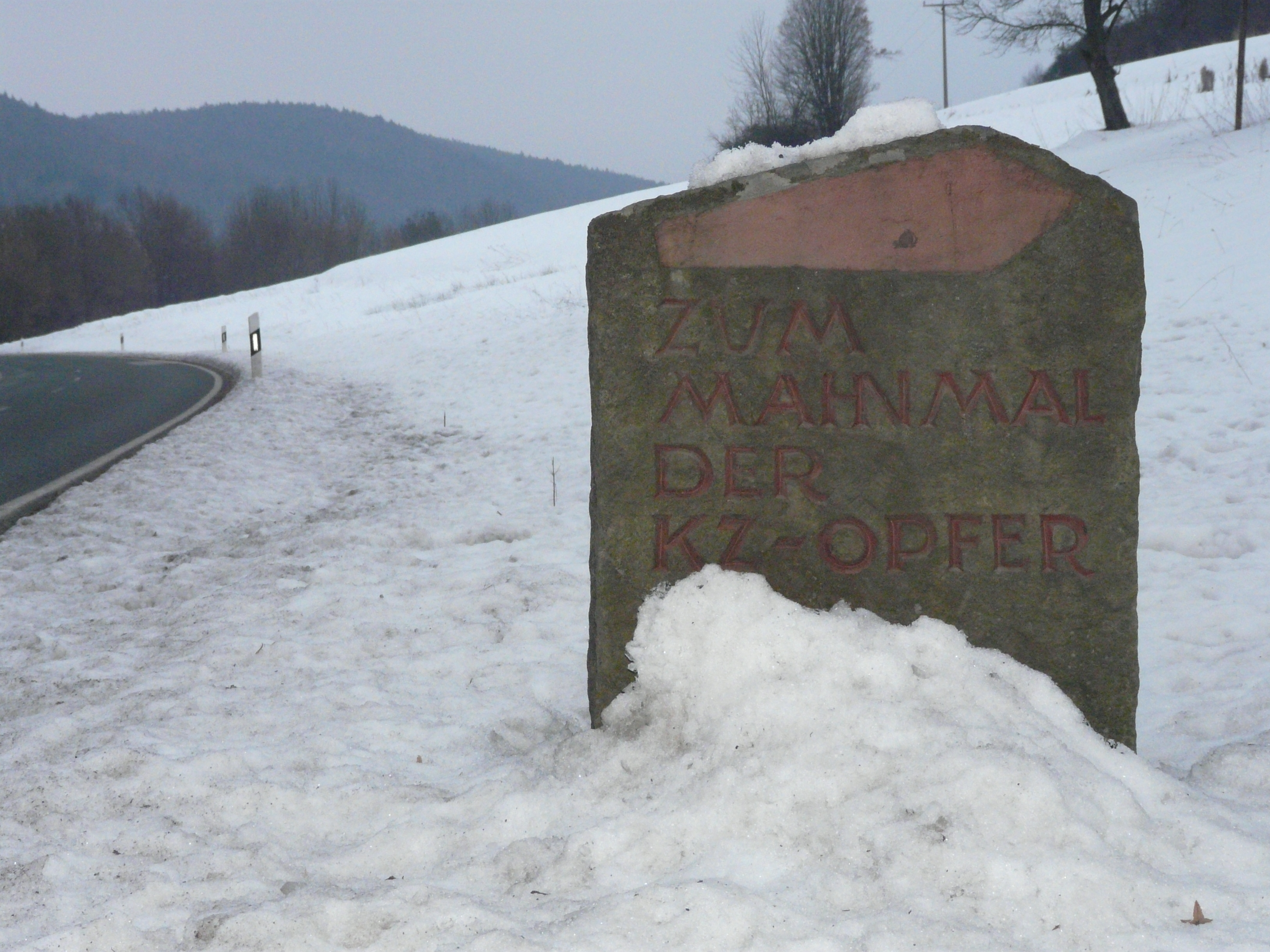
Der granitene Wegweiser zum KZ-Mahnmal bei Förrenbach

Ein granitener Wegweiser am Rand der Staatsstraße 2236 weist heute auf den abseits und versteckt gelegenen Platz dieser Gedenkstätte. Bei den am Westufer des Stausees eingerichteten Informationstafeln fehlt jedoch eine Erwähnung der Begebenheiten in den Jahren 1944 und 1945.